# Гамбург-Феддель
Феддель (нім. Veddel) — частина району Гамбург-Центр вільного та ганзейського міста Гамбург. Місцевість належить Гамбургу з 1768 року і розташована на трьох островах Ельби: Феддель, Пойте та Гамбург-Вільгельмсбург.